# Cordibracon laqueatus
Cordibracon laqueatus är en stekelart som först beskrevs av Günther Enderlein 1920.  Cordibracon laqueatus ingår i släktet Cordibracon och familjen bracksteklar. Inga underarter finns listade i Catalogue of Life.